# Ekaterina Iljuchina
Ekaterina Sergeevna Iljuchina (in russo Екатерина Серге́евна Илюхина?; Novosibirsk, 19 giugno 1987) è un'ex snowboarder russa.

## Palmarès

### Olimpiadi
- 1 medaglia:
  - 1 argento (slalom gigante parallelo a Vancouver 2010)

### Mondiali juniores
- 1 medaglia:
  - 1 bronzo (slalom parallelo a Bad Gastein 2007)

### Coppa del Mondo
- Miglior piazzamento nella Coppa del Mondo generale di snowboard: 24ª nel 2011
- Miglior piazzamento nella Coppa del Mondo di parallelo: 9ª nel 2014
- Miglior piazzamento nella Coppa del Mondo di slalom parallelo: 8ª nel 2014
- Miglior piazzamento nella Coppa del Mondo di slalom gigante parallelo: 11ª nel 2014
- 1 podio:
  - 1 terzo posto